# ماراینز (نویاشتات ام روبنبرگه)
ماراینز (به آلمانی: Mariensee) یک منطقهٔ مسکونی در آلمان است که در نوی‌اشتات آم روبنبرگه واقع شده‌است. ماراینز ۱٬۲۰۰ نفر جمعیت دارد.